# Joo Kraus

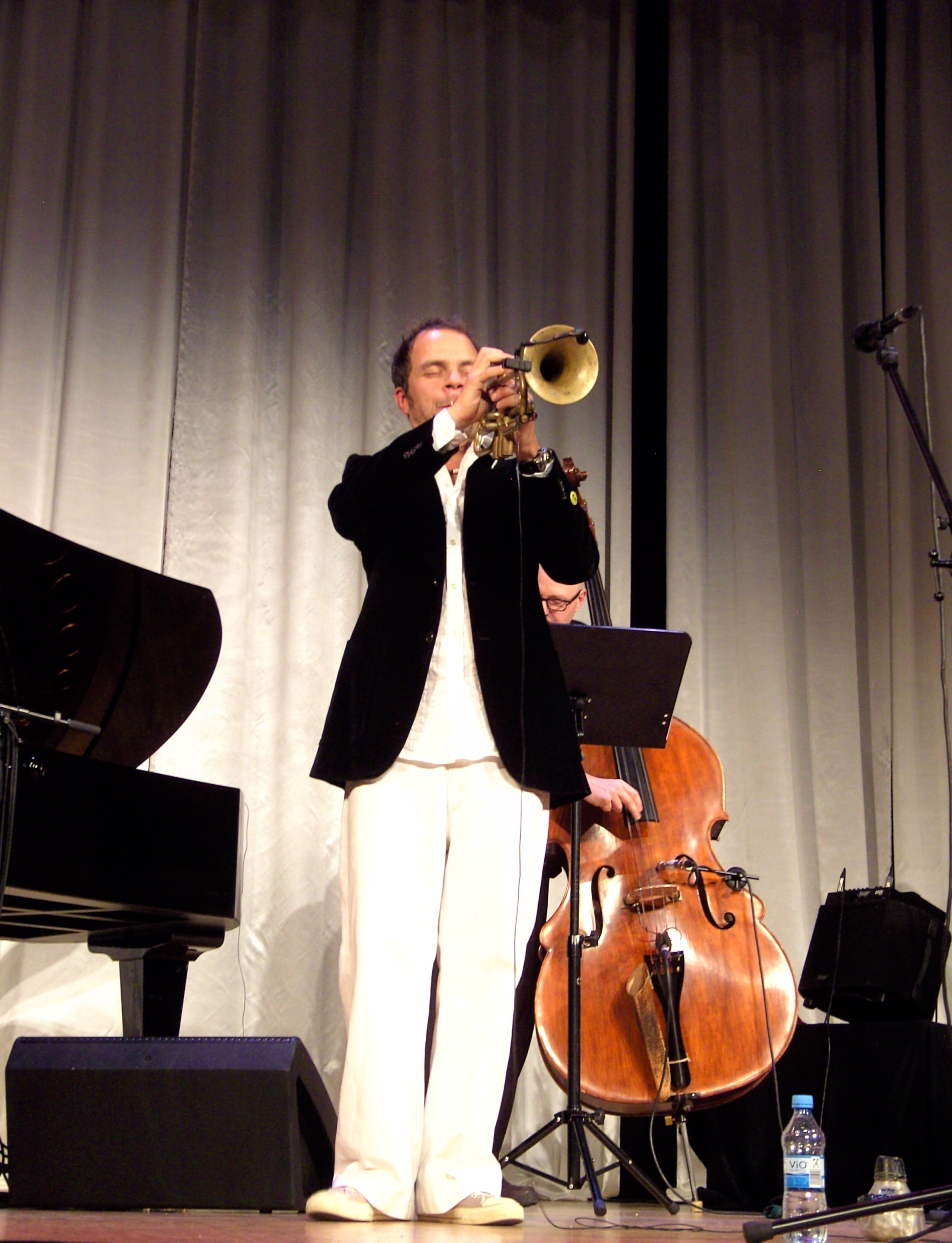
Jazztrompeter Joo Kraus, 2010

Joo Kraus (* 22. November 1966 in Ulm) ist ein deutscher Jazztrompeter und Komponist.

## Leben und Wirken
Joo Kraus gewann mit 19 Jahren den Bundeswettbewerb Jugend musiziert. Von 1985 bis 1988 studierte er an der Hochschule für Musik in München bei Paul Lachenmeir.
Joo Kraus trat 1986 erstmals mit der Band deWinkelHattler („Humanimal Talk“, u. a. mit Naná Vasconcelos) in Erscheinung. 1987 folgte der Einstieg in die Krautrock-Band Kraan, bei der er bis 1992 spielte.
1991 gründete er mit dem Ulmer Bassisten Hellmut Hattler zusammen das aufgrund seiner Verkäufe mit fünf German Jazz Awards prämierte Hip-Jazz Duo Tab Two, womit ihm der internationale Durchbruch gelang. Ausgestattet mit einer virtuellen Band tourten die beiden auf vielen Festivals der 1990er Jahre in Europa, Amerika und Asien. Dabei beeinflussten sie mit ihrem Acid Jazz auch den späteren Hip-Hop und Drum and Bass. Tab Two löste sich nach acht Alben 1999 auf, kam aber 2012 noch einmal zusammen und präsentierte ihr Best-of-Album Two Thumbs Up.
2003 veröffentlichte er sein erstes Soloalbum Public Jazz Lounge (skip records) in Zusammenarbeit mit der SWR Big Band, das im selben Jahr für den Grammy nominiert wurde.
2006 folgte das zweite Album Basic Jazz Lounge – The Ride. Hierfür holte er sich Ralf Schmid als Arrangeur und Mitproduzenten ins Boot. Dieser spielte auch alle Tasten des Clavinet, Moog und E-Pianos. Als Vokalgast verewigte sich hier u. a. Astrid North (Cultured Pearls, Soulounge), Johannes Enders und Peter Fessler.
Der Weg von der Big Band zu seiner eigenen Tourband war die äußere Veränderung. Geblieben ist das Konzept: Eigenkompositionen treffen auf außergewöhnliche Interpretationen von Songs der verschiedensten Genres.
Sein Album Sueno wurde größtenteils im November 2007 im altehrwürdigen Egrem-Studio in Havanna auf Kuba aufgenommen. Joo Kraus und sein Arrangeur bzw. Pianist Ralf Schmid trafen hier auf sieben kubanische Musiker, wie u. a. Luis Frank. In Deutschland kam dann die Stimme der Deutsch-Finnin Kristiina Tuomi hinzu. Im Oktober 2008 wurde „Sueno“ bei edel records veröffentlicht. Seither tourt Joo Kraus mit dem Projekt durch ganz Europa.
Sein Album Songs from Neverland, das er gemeinsam mit dem Tales in Tones Trio entwickelt und produziert hat, kam im Oktober 2010 in die Läden. Es ist eine musikalische Hommage an Michael Jackson. „Mal mit Second-Line-Touch à la New Orleans, mal an den Miles Davis der frühen 1960er Jahre erinnernd (The Way You Make Me Feel), bekommt der Pop Michael Jacksons ein neues Gesicht“, schreibt Ulf Drechsel vom rbb-kulturradio<.
Weiterhin arbeitete er in einem LiedProject-Duo, zusammen mit Peter Fessler, Live-Auftritte 2010 mit Mezzoforte. 2016 wurde sein Duo Shane (mit Ralf Schmid) mit dem Biberacher Jazzpreis ausgezeichnet.

## Diskografie (Auswahl)
Soloalben

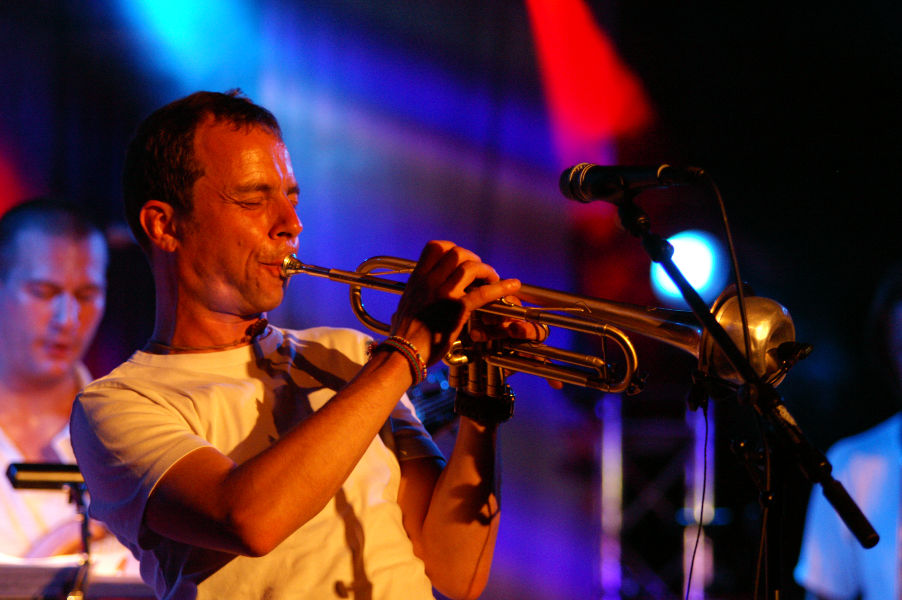
Joo Kraus live (2005)

- 2003: Public Jazz Lounge (Skip Records) (DE: Gold (German Jazz Award))[7]
- 2006: Basic Jazz Lounge – The Ride (edel)
- 2008: Sueño (edel)
- 2010: Songs from Neverland (edel)
- 2011: Painting Pop (edel)
- 2012: Captured For Good (edel)
- 2014: Low Sky Sketches mit Pit Baumgartner (Phazz-a-delic)
- 2015: JOG mit Omar Sosa, Gustavo Ovalles (Skip Records)
- 2016: Public Jazz Society mit SWR Big Band (Skip Records)
- 2016: Joo Jazz (Künstlerhafen)
- 2016: Until now... (Künstlerhafen)
- 2021: We Are Doing Well (O-tone Music)
- 2024: No Excuse (Jazzhaus Records)

Kollaborationen
- Heartware 1986: Heartware (Vielklang)
- Jazzkantine
  - 1994: Jazzkantine (RCA)
  - 1995: Es ist Jazz (RCA)
  - 2003: unbegrenzt haltbar (Rap Nation Records, Warner)
  - 2013:  Ultrahocherhitzt (Rap Nation Records)
- Bruderkuss 1999: Die Gelbe (Razziapharm)
- DePhazz
  - 2001: Death by Chocolate (Phazz-a-delic, Universal)
  - 2002: Daily Lama (Phazz-a-delic, Universal)
  - 2012: Audio Elastique (Phazz-a-delic)
  - 2018: Black White Mono (Phazz-a-delic)
- Xavier Naidoo 2002: Zwischenspiel – Alles für den Herrn (Naidoo)
- Klaus Doldingers’s Passport
  - 2001: Passport Rmx Vol. 1 (Warner)
  - 2020: Motherhood (Warner)
- Kosho 2002: Tinggal (Warner)
- Wolfgang Schmid 2002: Special Kick (Skip Records)
- Saxofourte 2004: We Are Not Alone (BMG)
- Peter Fessler 2004: Lovers, Fools & Dreamers (Skip Records)
- Ramesh Weeratunga 2004: Re-Visited (Jubilee)
- Soulounge
  - 2004: Home (Soulounge Records)
  - 2006: Say It All (Content Records)
- BAP 2005: Dreimal zehn Jahre (EMI)
- weeland 2006:  Nachhaus zurück (Phazz-a-delic)
- Pee Wee Ellis 2006: Different Rooms (Skip Records)
- Schönherz & Fleer 2008: Hesse Projekt: Verliebt In Die Verrückte Welt (Hörverlag)
- Mezzoforte 2010: Volcanic (BHM Productions)
- Weeland & The Urban Soul Collective 2011: The Golden Sessions (Soulab)
- Rüdiger Baldauf 2012: Trumpet Night (Mons)
- Katrin Sass 2013: Königskinder (edel)
- Omar Sosa 2013: Eggun (Otá)
- Karo Glazer 2013: Crossings Project (EMI)
- Stephanie Lottermoser 2013: Good Soul (Downhill)
- Bossarenova Trio mit – Paula Morelenbaum, Ralf Schmid
  - 2013: Samba Prelúdio (Skip Records)
  - 2020: Atlantico (Skip Records)
- Marialy Pacheco 2014: Introducing (Neuklang)
- Frizz Feick - Woanders und hier (Monoplast)
- Siyou'N'Hell 2015: Soulscape Screenshots (Bassball)
- Martin Meixner 2016: Up on a Hill (meiXmusic)
- Bruno Müller 2016: Inner Back Home
- Ukulele Dub Society
  - 2016: Ukulism (Phazz-a-delic)
  - 2017: Uke Pot Volume One (Phazz-a-delic)
  - 2019: Ukulism Vol. 2 (Phazz-a-delic)
- Markus Bodenseh 2017: Bodenseh's Metronome Art (HGBS)
- Ralf Gustke 2017: Flying Days (Mochermusic)
- Rieke Katz 2018: That's Me (Herbie Martin Music)
- Christina Lux 2018: Leise Bilder (India Records)
- Göran Klinghagen 2019: Hälsingland by the Lake Beside the Trees (Country & Eastern)
- Ali Neander Organ Quartet - Jazz:Songs (ESC Records 2020)
- Malia 2020: The Garden of Eve (MPS)
- Martin Meinschäfer 2020: Wer hat, der hat! (Sombrero)

Mit Hattler
- 1988: Humanimal Talk mit Torsten de Winkel (VeraBra)
- 1991: Mind Movie (Intercord)
- 2000: No Eats Yes (Polydor)
- 2002: Hattler (Bassball/M10)
- 2013: The Kite (36music/Bassball)
- 2018: Velocity (36music)

Mit Kraan
- 1988: Live 88(Intercord)
- 1989: Dancing in the Shade (Intercord)
- 1991: Soul of Stone (Intercord)
- 2020: Sandglass (36music)

Mit Tab Two
- 1992: Spacecase (Intercord)
- 1993: Hipjazz (Intercord)
- 1994: Flagman Ahead (Virgin)
- 1996: Belle Affaire (Virgin)
- 1997: Sonic Tools (Virgin)
- 1999: Between Us (Polydor)
- 2000: …zzzipp! (Polydor)
- 2012: Two Thumbs Up Best of (36music)